# Gulryggig vävare
Gulryggig vävare (Ploceus jacksoni) är en afrikansk fågel i familjen vävare inom ordningen tättingar.

## Kännetecken

### Utseende
Gulryggig vävare är en 13 centimeter lång vävare med svart och hals och mörkt kastanjebrun undersida. På ryggen går ett lysande gult stråk ända ner till övergumpen. Ögat är rött, vilket kan vara svårt att se mot den svarta huvan. Honan är mycket lik nordlig maskvävare (Ploceus taeniopterus), men är mer streckad på ryggen och den gulaktiga undersidan har en beige anstrykning. Till skillnad från svarthuvad vävare (P. melanocephalus) har arten alltid rött öga.

### Läte
Sången är en komplex serie högfrekventa väsande toner och låga snarkande läten.

## Utbredning och systematik
Fågeln förekommer i södra Sydsudan, Uganda, Burundi, västra Kenya och norra Tanzania. Den har även etablerat en population i Förenade Arabemiraten. Den behandlas som monotypisk, det vill säga att den inte delas in i några underarter.

## Levnadssätt
Gulryggig vävare förekommer i våtmarker och ses aldrig långt från vatten Det vävda boet placeras alltid över vatten och saknar ingångstunnel. Arten lever av frön och förmodligen också insekter. Den är stannfågel men har också rapporterats röra på sig i samband med kraftig nederbörd.

## Status och hot
Arten har ett stort utbredningsområde och en stor population med stabil utveckling och tros inte vara utsatt för något substantiellt hot. Utifrån dessa kriterier kategoriserar internationella naturvårdsunionen IUCN arten som livskraftig (LC). Världspopulationen har inte uppskattats men den beskrivs som lokalt vanlig.

## Namn
Fågelns svenska och vetenskapliga artnamn hedrar Sir Frederick John Jackson (1860–1929), engelsk upptäcktsresande och viceguvernör i Brittiska Östafrika 1907–1911 och guvernör i Uganda 1911-1917, men även verksam som naturforskare och samlare.